# William Henry Welch

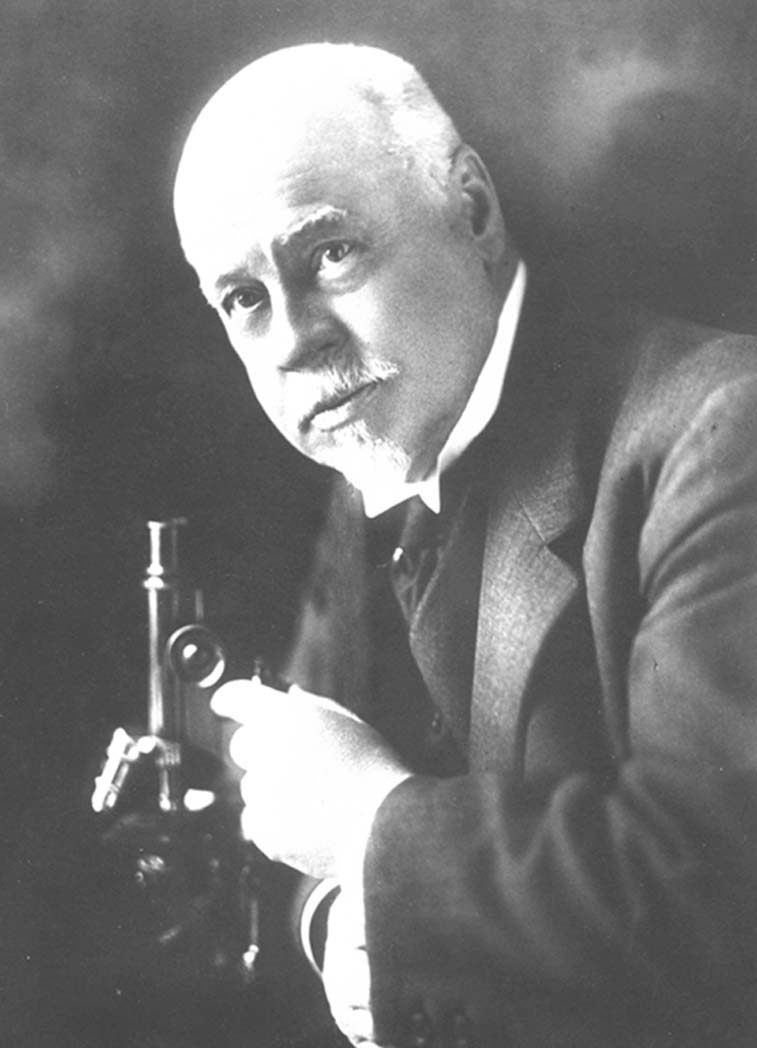
William Henry Welch

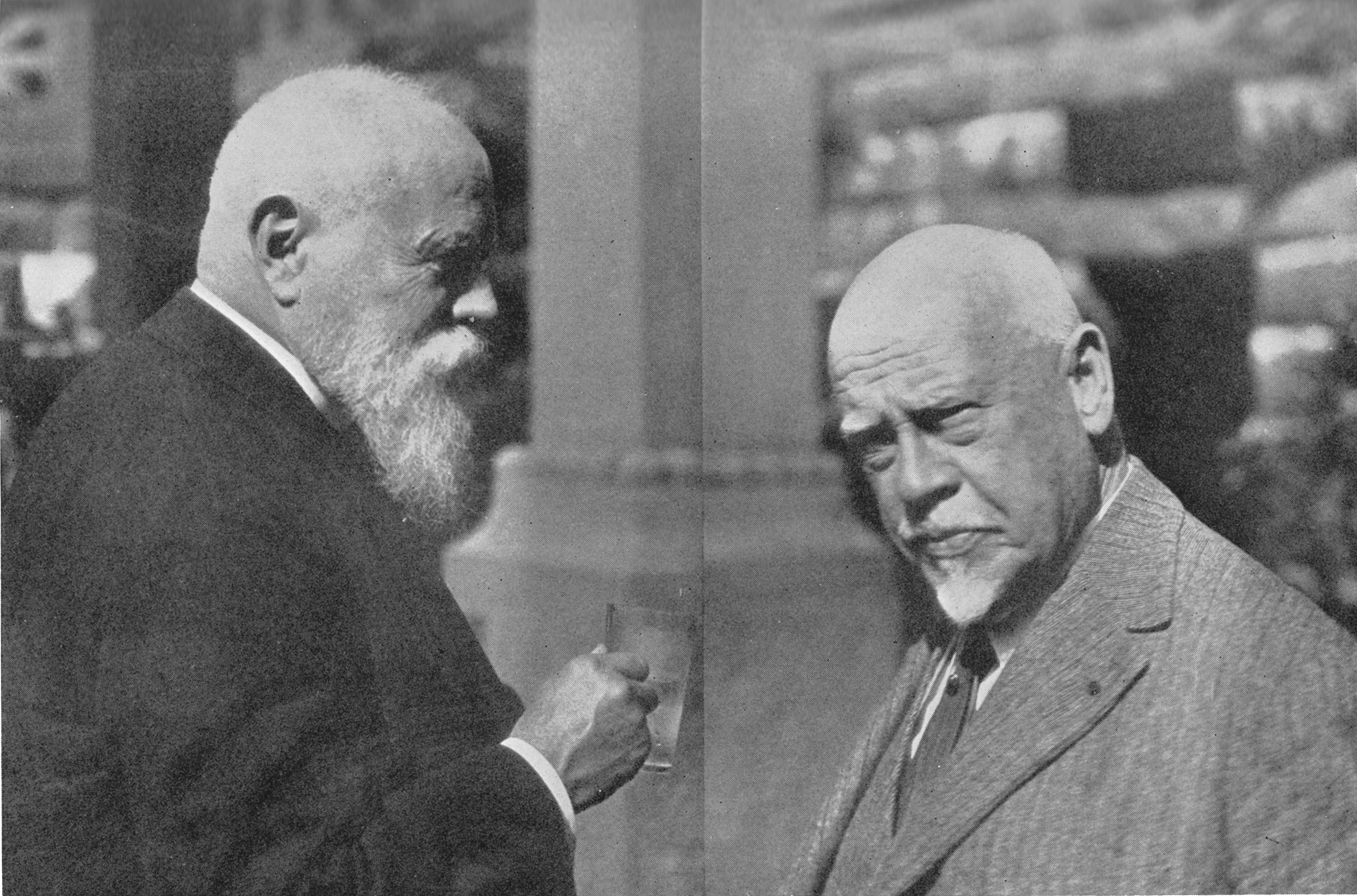
Mit Karl Sudhoff in Bad Homburg 1927

William Henry Welch (* 8. April 1850 in Norfolk, Litchfield County, Connecticut; † 30. April 1934 in Baltimore, Maryland) war ein US-amerikanischer Pathologe und Hygieniker. Er war einer der einflussreichsten Mediziner im ausgehenden 19. und beginnenden 20. Jahrhundert in den USA. Er spielte eine führende Rolle sowohl bei der Bekämpfung einer schwerwiegenden Masernepidemie in den 1910er Jahren als auch bei der Bekämpfung der Spanischen Grippe, die weltweit von 1918 bis 1920 grassierte und mindestens 25 Millionen Tote forderte.

## Leben
Welch entstammte einer Familie von Ärzten. Sein Großvater, ein Großonkel, sein Vater sowie vier seiner Onkel waren praktizierende Ärzte; sein Vater William W. Welch war außerdem politisch tätig und Kongressabgeordneter für Connecticut.
William Henry Welch studierte ab 1871 an der Yale University zu einem Zeitpunkt Medizin, zu dem die Arztausbildung im Vergleich zu Europa noch nicht sehr weit fortgeschritten war. 1875 wurde er promoviert. Welch, der den Standard der medizinischen Ausbildung in Europa in den 1876 bis 1878 Jahren kennengelernt hatte, hat sehr viel zur Verwissenschaftlichung des medizinischen Studiums beigetragen. Er veranstaltete als Professor für Pathologie am Bellevue Hospital Medical College (NY) ab 1879 Laborkurse, bei denen unter anderem erstmals in den USA regelmäßig Mikroskope eingesetzt wurden. 1884 erhielt er einen Lehrstuhl für Pathologie an der Johns Hopkins University (Baltimore). Zu seinen Schülern zählte unter anderem Harvey Cushing.
Im Jahr 1892 entdeckten Welch und Eugen Fraenkel den Gasbrandbazillus.
1926 wurde der erste Lehrstuhl für Medizingeschichte in Amerika an der Johns Hopkins University eingerichtet. Welch wurde Lehrstuhlinhaber. Er erneuerte zu diesem Zweck seine Kenntnisse der klassischen Sprachen und er unternahm 1927 eine Studienreise nach Europa. Dort machte das Leipziger medizinhistorische Institut den tiefsten Eindruck auf ihn. Der Institutsgründer Karl Sudhoff hatte das Leipziger Institut 1925 an Henry E. Sigerist übergeben. Welch holte Sigerist 1932 als seinen Nachfolger nach Baltimore.

## Ehrungen
1897 wurde Welch in die American Academy of Arts and Sciences gewählt. William Henry Welch war 1913–1917 Präsident der National Academy of Sciences, deren Mitglied er seit 1895 war. 1926 wurde er zum Mitglied der Deutschen Akademie der Naturforscher Leopoldina gewählt.
Nach William Henry Welch wurde eine von der American Association for the History of Medicine verliehene Medaille benannt, mit der jährlich Autoren grundlegend bedeutender medizinischer Werke ausgezeichnet werden. Als Erster wurde 1950 Henry E. Sigerist für seine wissenschaftlichen Arbeiten ausgezeichnet.